# Aru khortchin
L'aru khortchin (ou ar khortchin, en mongol littéraire : ᠠᠷᠤ ᠬᠣᠷᠴᠢᠨ ᠠᠮᠠᠨ ᠠᠶᠠᠯᠭᠤ aru qorčin aman ayalγu) est un dialecte  mongol parlé dans la bannière d'Ar Horqin située en Mongolie-Intérieure, en Chine.

## Phonétique historique
Ce dialecte présente des différences phonétiques par rapport au khalkha de Mongolie. Il possède les affriquées palatales [t͡ʃ] et [d͡ʒ] contrairement au mongol qui a [t͡s] et [d͡z].
le tableau montre les particularités phonétique de l'aru khortchin par rapport au mongol khalkha et au mongol littéraire.
| français              | aru khortchin | mongol   | mongol littéraire |
| --------------------- | ------------- | -------- | ----------------- |
| neige                 | tʃɑs          | tsas     | času              |
| entrave               | ʃudər         | tʃodor   | čidör             |
| provoquer le désordre | dɑmnəx        | damnax   | damnaqu           |
| feuille               | lɛwtʃ         | nawtʃʲ   | nabči             |
| sorte de veste        | dʒɔwtʃɔː      | dzʊwtsaː | jubčaγ-a          |
| bride                 | xɑdʒɑːr       | xadzaːr  | qajaγar           |
| tremble (arbre)       | ʏlɛs          | ʊlias    | uliyasu           |
| givre                 | xɛrʊː         | xʲarʊː   | qiraγu            |